# Lorraine Botha
Lorraine Juliette Botha (2 de julho de 1965 – 31 de agosto de 2022) foi uma política sul-africana. Filiada na Aliança Democrática, serviu como membro do Parlamento Provincial do Cabo Ocidental de 2014 até sua morte. Botha foi a presidente do Comité Permanente de Educação na legislatura.

## Parlamento Provincial do Cabo Ocidental
Botha foi membro da Aliança Democrática. Em maio de 2014, ela foi eleita para o Parlamento Provincial do Cabo Ocidental. Ela foi então eleita presidente do departamento do primeiro comité.
Em 2016, ela foi eleita presidente do comité permanente de saúde e desenvolvimento social. Após a sua reeleição em maio de 2019, Botha tornou-se presidente do comité permanente de educação.

## Morte
Botha morreu em 31 de agosto de 2022.